# Zwedru

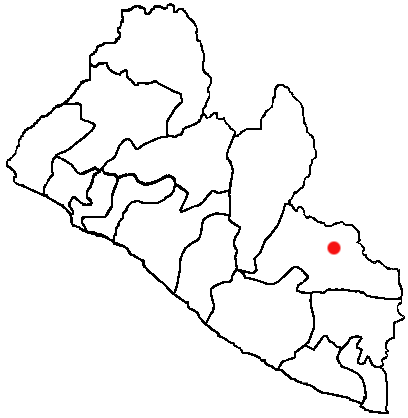
Położenie Zwedru, miasta w Liberii

Zwedru – miasto w północno-wschodniej Liberii, ośrodek administracyjny okręgu Grand Gedeh. Według danych na rok 2008 liczy 23 903 mieszkańców.